# Cory Jefferson
Pour les articles homonymes, voir Jefferson.
Cory Jefferson, né le 26 décembre 1990, est un joueur américain de basket-ball. Il évolue au poste d'ailier fort.

## Biographie

### Carrière universitaire
En 2009, il rejoint les Bears de Baylor en NCAA.

### Carrière professionnelle
Lors de la draft 2014 de la NBA, le 26 juin 2014, il est sélectionné en 60e position par les Spurs de San Antonio. Il fait alors aussitôt l'objet d'un échange qui l'envoie rejoindre les Nets de Brooklyn, club avec lequel il signe un contrat en juillet de la même année.
Le 13 juillet 2015, il est coupé par les Nets.
Le 16 septembre 2015, il signe un contrat non garanti d'un an avec les Suns de Phoenix. Il est conservé dans l'effectif du début de saison. Le 14 novembre, il fait ses débuts avec les Suns en terminant la rencontre avec 2 points et 2 rebonds lors de la victoire des siens 105 à 81 contre les Nuggets de Denver. Le 7 janvier 2016, il est libéré par les Suns après avoir disputé six rencontres avec l'équipe.
En juillet 2017, Jefferson rejoint l'Olimpia Milan où il signe un contrat d'un an. Le contrat est rompu en février 2018. En juillet 2018, Jefferson signe un contrat avec le club turc de Darüşşafaka mais le contrat est annulé car Jefferson échoue aux tests physiques.
En février 2019, Jefferson signe un contrat avec le CB Gran Canaria, club espagnol qui participe à l'Euroligue. Le contrat court jusqu'à la fin de la saison en cours. Il quitte Gran Canaria en avril 2019. En février 2020, Jefferson s'engage avec les Atléticos de San Germán, club portoricain.

## Statistiques

### Universitaires
Les statistiques en matchs universitaires de Cory Jefferson sont les suivantes :
| Saison    | Équipe | Matchs | Titul. | Min./m | % Tir | % 3pts | % LF | Rbds/m. | Pass/m. | Int/m. | Ctr/m. | Pts/m. |
| --------- | ------ | ------ | ------ | ------ | ----- | ------ | ---- | ------- | ------- | ------ | ------ | ------ |
| 2009-2010 | Baylor | 21     | 0      | 4,7    | 39,1  | 0,0    | 69,2 | 1,19    | 0,00    | 0,10   | 0,19   | 1,29   |
| 2011-2012 | Baylor | 34     | 1      | 10,5   | 52,2  | 0,0    | 60,0 | 2,65    | 0,09    | 0,24   | 1,24   | 3,56   |
| 2012-2013 | Baylor | 37     | 37     | 27,9   | 61,0  | 33,3   | 70,4 | 7,97    | 0,30    | 0,46   | 1,92   | 13,30  |
| 2013-2014 | Baylor | 38     | 38     | 29,0   | 50,0  | 36,8   | 64,0 | 8,21    | 0,97    | 0,39   | 1,29   | 13,66  |
| Total     |        | 130    | 76     | 19,9   | 54,3  | 34,0   | 66,0 | 5,55    | 0,39    | 0,32   | 1,28   | 8,92   |

### Saison régulière
| Saison    | Équipe   | Matchs | Titul. | Min./m | % Tir | % 3pts | % LF | Rbds/m. | Pass/m. | Int/m. | Ctr/m. | Pts/m. |
| --------- | -------- | ------ | ------ | ------ | ----- | ------ | ---- | ------- | ------- | ------ | ------ | ------ |
| 2014-2015 | Brooklyn | 50     | 1      | 10,6   | 44,9  | 13,3   | 57,4 | 2,90    | 0,32    | 0,20   | 0,42   | 3,66   |
| 2015-2016 | Phoenix  | 6      | 0      | 4,6    | 50,0  | 0,0    | 0,0  | 1,67    | 0,00    | 0,00   | 0,17   | 2,00   |
| Total     |          | 56     | 1      | 10,0   | 45,3  | 12,5   | 55,4 | 2,77    | 0,29    | 0,18   | 0,39   | 3,48   |

## Records en NBA
Les records personnels de Cory Jefferson, officiellement recensés par la NBA sont les suivants :
| Type de statistique        | Saison régulière | Saison régulière                                 | Saison régulière                 |
| Type de statistique        | Record           | Adversaire                                       | Date                             |
| -------------------------- | ---------------- | ------------------------------------------------ | -------------------------------- |
| Points                     | 12               | Suns de Phoenix                                  | 6 mars 2015                      |
| Paniers marqués            | 5                | @ Hornets de Charlotte                           | 13 décembre 2014                 |
| Paniers tentés             | 10               | @ Clippers de Los Angeles                        | 22 janvier 2015                  |
| Paniers à 3 points réussis | 1                | @ Raptors de Toronto Rockets de Houston          | 17 décembre 2014 12 janvier 2015 |
| Paniers à 3 points tentés  | 3                | Rockets de Houston                               | 12 janvier 2015                  |
| Lancers francs réussis     | 5                | Bucks de Milwaukee                               | 20 mars 2015                     |
| Lancers francs tentés      | 6                | @ Celtics de Boston Bucks de Milwaukee           | 29 octobre 2014 20 mars 2015     |
| Rebonds offensifs          | 7                | Suns de Phoenix                                  | 6 mars 2015                      |
| Rebonds défensifs          | 6                | Sixers de Philadelphie Suns de Phoenix           | 12 décembre 2014 6 mars 2015     |
| Rebonds totaux             | 13               | Suns de Phoenix                                  | 6 mars 2015                      |
| Passes décisives           | 2                | @ Hornets de Charlotte @ Clippers de Los Angeles | 13 décembre 2014 22 janvier 2015 |
| Interceptions              | 2                | Bucks de Milwaukee                               | 20 mars 2015                     |
| Contres                    | 3                | Sixers de Philadelphie                           | 12 décembre 2014                 |
| Balles perdues             | 2                | 4 fois                                           |                                  |
| Minutes jouées             | 28               | Sixers de Philadelphie                           | 12 décembre 2014                 |

- Double-double : 1 (au 13/01/2016).
- Triple-double : aucun.

## Vie privée
Jefferson est le fils de Fancy Pace et de Charles Jefferson. Sa mère a été 21 ans dans l'armée.